# Piqued Jacks
Piqued Jacks sind eine italienische Rockband aus Buggiano. Sie traten für San Marino beim Eurovision Song Contest 2023 in Liverpool mit ihrem Lied Like an Animal an.

## Geschichte
Die Band Piqued Jacks wurde 2006 in Buggiano in der Provinz Pistoia in der Toskana gegründet. 2010 veröffentlichten sie ihre erste EP Momo the Monkey. Fünf Jahre später erschien das erste Studioalbum Climb Like Ivy Does. Es folgten zahlreiche weitere Alben, EPs und Singles.
2016 wurde der Schlagzeuger ThEd0g durch Damiano Beritelli ersetzt, welcher wiederum 2017 durch HolyHargot ersetzt wurde. Im April 2019 verließ der Gitarrist Penguisane die Band, stattdessen kam Majic-o dazu. Im gleichen Jahr gewannen Piqued Jacks den ersten Preis in der Kategorie Rock beim Festival Sanremo Rock.
2023 nahmen Piqued Jacks am san-marinesischen Vorentscheid für den Eurovision Song Contest 2023, Una Voce per San Marino, teil. Im Finale am 25. Februar krönte die Jury Piqued Jacks zu den Gewinnern des Wettbewerbs, weshalb sie so San Marino beim Eurovision Song Contest 2023 in Liverpool mit ihrem Lied Like an Animal vertreten durften. Nach ihrem Auftritt im zweiten Halbfinale am 11. Mai konnten sie sich jedoch nicht für das Finale qualifizieren.

## Diskografie

### Studioalben
- 2015: Climb Like Ivy Does
- 2016: Aerial Roots
- 2018: The Living Past
- 2021: Synchronizer

### EPs
- 2008: Tight-Mess
- 2010: Momo the Monkey
- 2011: Brotherhoods
- 2013: Just a Machine

### Singles
- 2013: My Kite
- 2013: Youphoric?!
- 2013: Amusement Park
- 2014: Upturned Perspectives
- 2014: No Bazooka
- 2015: Romantic Soldier
- 2016: Shyest Kindred Spirit (Acoustic)
- 2018: Eternal Ride of a Heartful Mind
- 2018: Loner vs Lover
- 2018: Wildly Shine
- 2020: Safety Distance
- 2020: Every Day Special
- 2020: Golden Mine
- 2021: Elephant
- 2021: Mysterious Equations
- 2021: Fire Brigade
- 2022: Everything South
- 2022: Particles
- 2022: Sunflower
- 2023: Like an Animal
- 2023: Color Shades
- 2023: The Gum
- 2024: Aria